# Nachos
För operativsystemet, se Not Another Completely Heuristic Operating System.

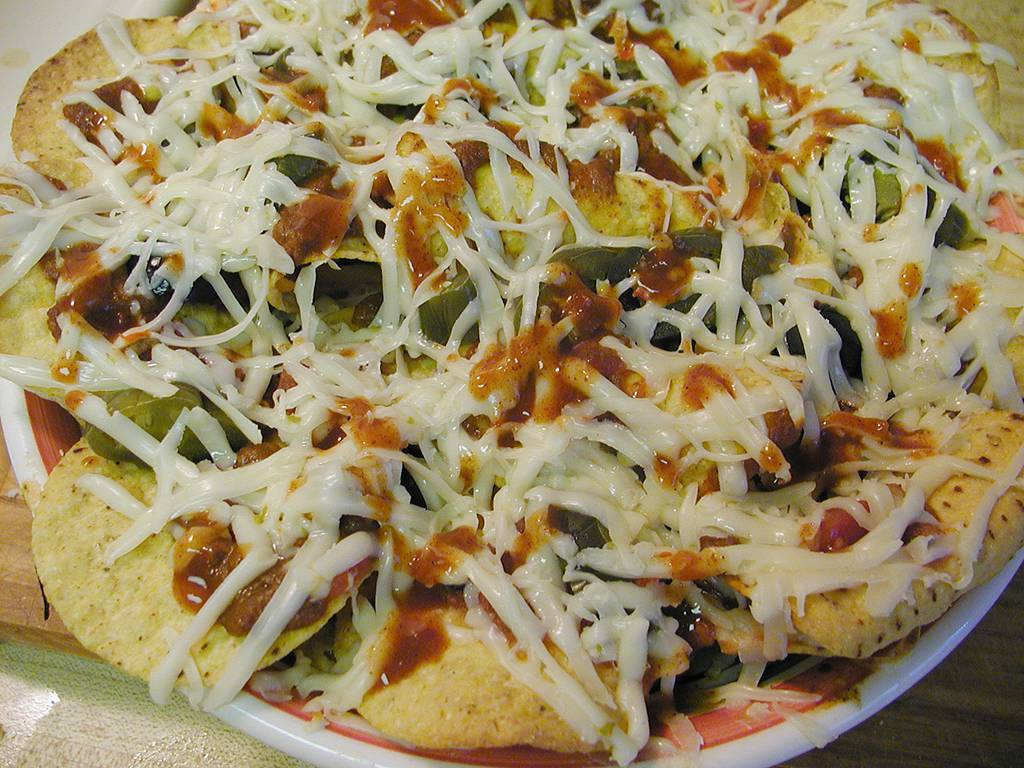
Nachos.

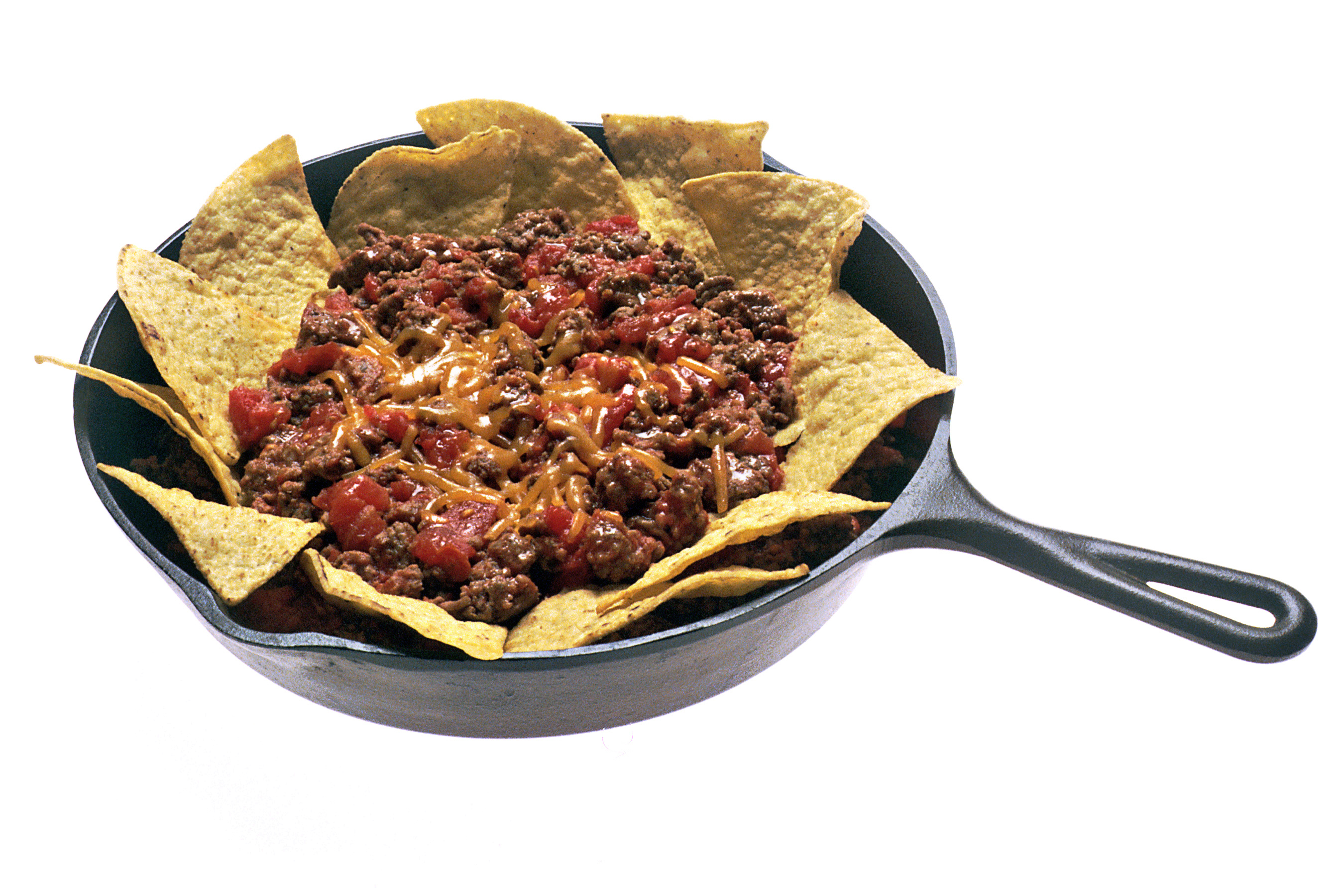
Nachos med nötkött, bönor, och ost.

Nachos (spanska, [ˈnatʃos]) är en enkel rätt bestående av varma nacho-chips: hårda tortillachips, det vill säga friterade och tunna majsbröd av latinamerikansk typ, skurna bitar, som serveras med smält ost och finskuren chili över. De används som maträtt eller tilltugg och har sitt ursprung i det mexikanska köket och tex-mex-köket.
Nacho-chips är oftast triangelformade. De kan i europeisk tappning vara bakade på vetemjöl. Smakerna kan variera, men de är ofta gratinerade med ost eller täckta med ostsås och ofta med jalapeños som tillbehör. Många varianter finns, men de serveras ofta med någon chilisås, guacamole och bönor, men även köttfärs.
Nacho är på spanska smeknamn för Ignacio, varför det finns flera legender om hur en Nacho uppfann rätten. En av de mest troliga är att det var Ignacio Ayala i Piedras Negras, Coahuila, på gränsen till Texas kring 1943.